# Femmes dans la Résistance intérieure française
Pour un article plus général, voir Résistance intérieure française.
Les femmes dans la Résistance intérieure française ont joué un rôle important mais longtemps sous-estimé dans le contexte de l'occupation du pays pendant la Seconde Guerre mondiale. Représentant environ 15 % des effectifs de la Résistance ainsi que des déportés politiques, on les retrouve souvent à des postes non combattants. Comme le note Arsène Tchakarian, un des survivants du groupe Manouchian, leurs postes étaient les plus dangereux car « si elles étaient prises, elles ne pouvaient pas se défendre ». Selon l'historien Henri Michel, tout acte ou écrit violant les accords passés lors de l'armistice du 22 juin 1940 ou tout acte empêchant leur mise en pratique doit être considéré comme un acte de résistance, même si la résistante Lucie Aubrac voit ses premières tentatives de l'automne 1940 plutôt comme une question de conscience qu'un acte de résistance. En effet, la résistance a revêtu des formes si différentes tout au long de la guerre, qu'il semble impossible de tout mettre dans des catégories distinctes.
Après la guerre, contrairement à leurs homologues masculins, elles ne demanderont pas la reconnaissance de leurs contributions, ni le statut d'« anciens combattants », considérant qu'elles avaient « fait ce qui devait être fait ». L'historienne et résistante Marie Granet note que faire une histoire exhaustive de la Résistance est presque impossible car certains de ses membres restent inconnus, notamment ceux qui ont repris leur vie après-guerre sans jamais parler de leur contribution.
La marque des Françaises est visible dans tous les recoins de la Résistance, de l'assistance aux prisonniers de guerre à la lutte armée, même si elles ont constamment dû faire leurs preuves auprès de leurs camarades masculins.

## Histoire

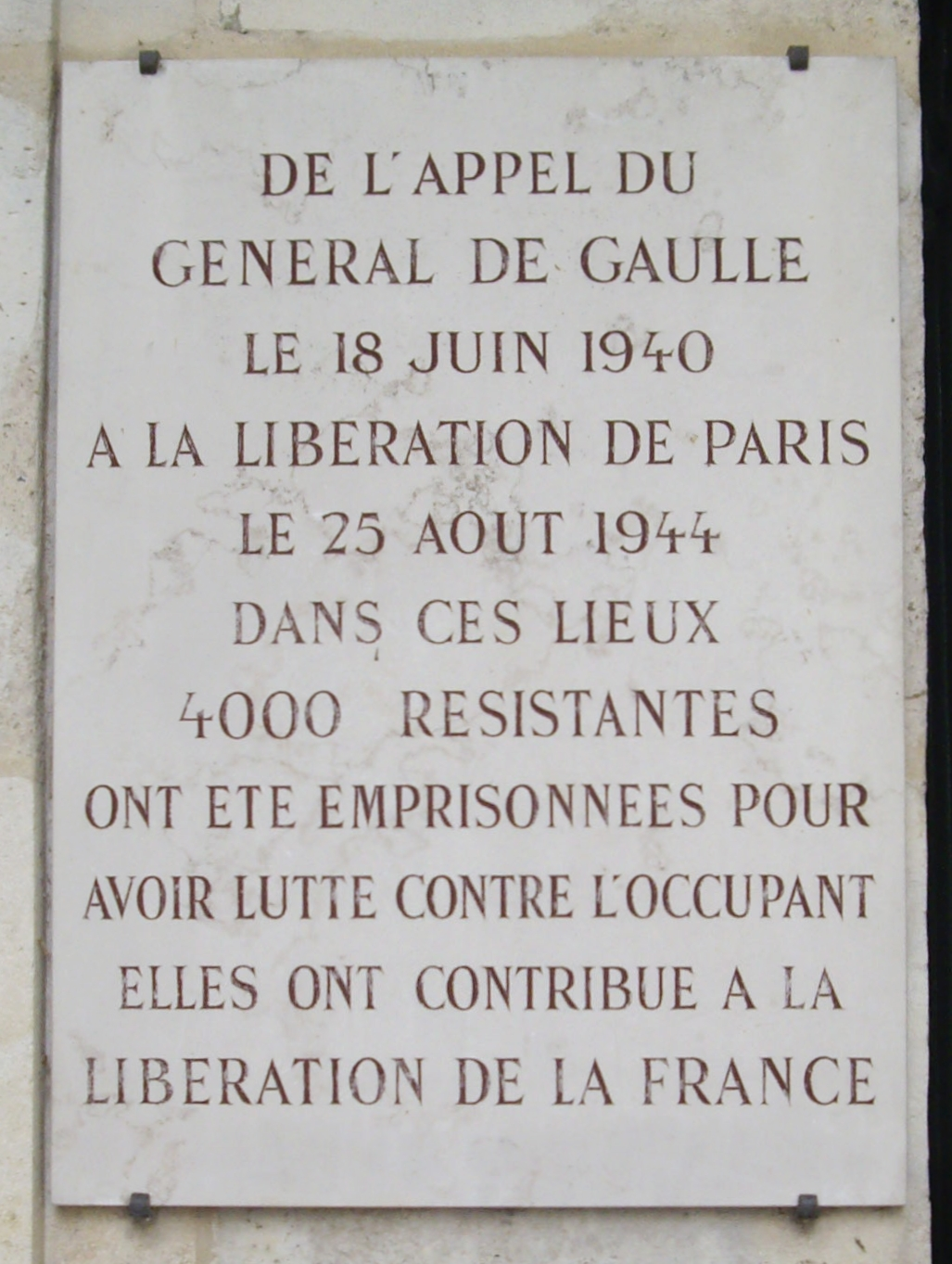
Plaques en hommage aux femmes dans la Résistance intérieure française posée au 168 rue de la Roquette dans le 11e arrondissement de Paris.

Dans les années d'avant-guerre, la place des femmes dans la société française les marginalise de la vie publique et ne leur accorde que peu d'indépendance. Elles ne sont même pas des citoyennes à part entière. Leur place de mère, assignée par la société, développe chez elles un plus profond sens de culpabilité de laisser leur famille ou leurs enfants derrière elles. En effet, le régime de Vichy adopta une politique visant à encourager les femmes à faire des enfants en favorisant les mères au foyer de trois enfants et plus. Fut mise également en place une allocation de salaire unique, les mères de famille eurent accès à des rations supplémentaires et des traitements de faveur ainsi que des médailles. Le divorce devient également difficile et fut même interdit dans les trois ans suivant le mariage. Ces différents facteurs expliquent en partie pourquoi de nombreuses résistantes étaient de jeunes femmes — certaines étaient encore des adolescentes — sans enfants. Yvette Farnoux raconte : « Il y a peu de gens qui ont eu autant de facilité que moi pour entrer dans la bagarre. J'étais jeune, je n'avais pas d'attaches. Les femmes mariées étaient forcement moins disponibles. Elles devaient au moins en parler avec leur mari. Et il y avait celles, […], qui avaient des enfants. ». De plus, la guerre éclate les familles dont le père est souvent prisonnier de guerre ou réfractaire et les jeunes filles en profitent pour obtenir une plus grande autonomie. Une forte proportion se trouvent être des juives françaises ou naturalisées — Yvette Farnoux dit n'avoir rien à perdre car, étant juive, elle est de toute façon condamnée à mort —, issues du scoutisme ou de formations politiques ou syndicales mais on compte également des républicaines espagnoles dans leurs rangs. Certaines rejoignirent la Résistance de par leur travail dont de nombreuses assistantes sociales.
Durant les deux premières années, la Résistance fut le fait d'une minorité mal accueillie par la population française qui considérait leurs actes comme illégaux et criminels. Les premiers tracts de la Résistance sont donc écrits et tournés dans l'idée de faire comprendre à leurs lecteurs que résister n'était pas un droit mais un devoir.

### Effectifs et positions hiérarchiques
Selon les estimations, elles représentent 10 à 16% des résistants et environ 15% des déportés politiques. Selon l'historienne Rolande Trempé, leur rôle a toutefois été systématiquement sous-estimé. Ce faible nombre s'explique d'une part par la condition féminine avant la Seconde Guerre mondiale (les femmes sont traitées en mineures, n'ont pas le droit de vote et ne peuvent, de jure, pas travailler sans l'autorisation de leur mari) et d'autre part par le mode de formation des résistants (le repli dans des maquis, où l'organisation de la Résistance peut prendre une forme militaire, exclut souvent les femmes). Ainsi, l'historien Olivier Wieviorka note : « Bien des obstacles se dressaient à l'entrée des femmes en Résistance, ce qui incite à considérer les pourcentages présentés comme relativement élevés, au regard du contexte qui prévalait alors ».

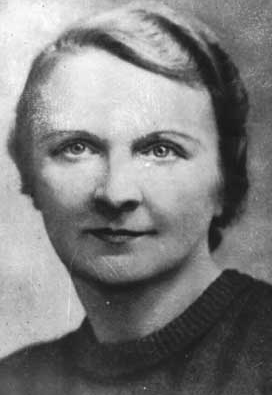
Berty Albrecht.

Considérées comme incapables de se servir d'armes, les femmes sont souvent reléguées à des postes non combattants, comme celui d'agent de liaison, ou étaient utilisées pour repérer les lieux ainsi que le transport d'armes ou d'explosifs avant les attentats. Les germanophones, des Allemandes ou des Autrichiennes ayant fui le nazisme, dotées de papiers d'Alsaciennes, intègrent la Wehrmacht pour y mener des actions de propagande antinazie ou de sabotage. On les nomme aussi à la fabrication des explosifs, souvent en binôme avec un homme, comme Boris et Hadassa Lerner, ainsi qu'à celle des faux papiers, des cartes d'alimentation, de la presse clandestine et des tracts antinazis. Comme le note Arsène Tchakarian, un des survivants du groupe Manouchian, leurs postes étaient les plus dangereux car « si elles étaient prises, elles ne pouvaient pas se défendre ».
Peu d'entre elles occupent un poste de commandement mais parmi les quelques exceptions, on peut noter Berty Albrecht qui cofonde le mouvement Combat avec Henri Frenay, mais aussi Lucie Aubrac, cofondatrice de Libération-Sud, ou encore Raymonde Fiolet, responsable de Libération-Nord à Soissons et capitaine FFI. Il est à noter que d'autres atteignent des postes à responsabilités lorsque les hommes sont arrêtés ou « grillés », comme Catherine Varlin qui prend le commandement de la 35e brigade des FTP-MOI à Toulouse, puis du maquis MOI, dans la Meuse, ou comme Suzanne Guyotat, qui reçoit le commandement du mouvement Défense de la France pour la zone sud. À ce poste, elle noue des contacts essentiels avec les mouvements Combat et Témoignage chrétien et monte une chaîne de distribution pour les journaux qui lui parviennent de Paris puis en fait assurer l'impression sur place à Lyon et à Grenoble. Marie-Madeleine Fourcade, quant à elle, prend la tête du réseau Alliance après l'arrestation de Georges Loustaunau-Lacau aux débuts de l'Occupation. Marie-Louise Dissard dirige le réseau Françoise, qui rassemble plus de 200 résistants.
Quoique officiers, les agentes du Special Operations Executive sont formées et employées comme sans-filistes et secrétaires de circuits dirigés par des hommes.

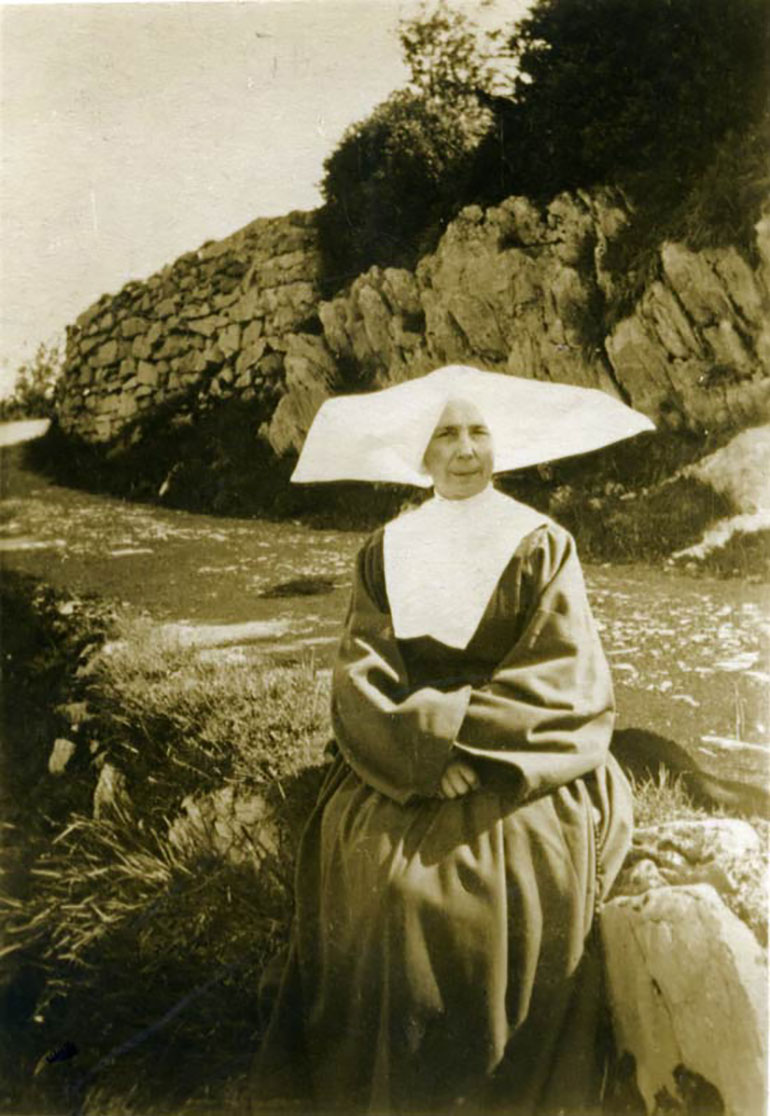
Sœur Hélène Studler en 1944.

- Les femmes sont bien représentées à Combat Zone nord dont l'un des piliers est l'école des surintendantes d'usine. Lors de la réorganisation de ce mouvement, plusieurs d'entre elles sont au comité directeur : Jane Sivadon, Elizabeth Dussauze et Odile Kienlen. De plus, Camille Charvet-Kahn dirige le service de renseignements.
- Le Mouvement de libération nationale est cofondé par Berty Albrecht, ancienne de l'école des surintendantes. Les employées du commissariat au chômage de Lyon dont Berty est directrice jouent un rôle-clef dans le développement de Combat en zone libre.
- Denise Cerneau joue un rôle primordial dans l'animation de réseaux de zone Nord et de zone interdite.
- Hélène Studler, fille de la Charité de Metz, ville annexée au Troisième Reich, monte son « réseau d'évasions ». Des milliers de prisonniers, de réfractaires lui doivent leur « liberté ». Elle organise l'évasion de François Mitterrand, de Boris Holban fondateur du réseau des FTP-MOI en mars 1942 et aide à celle du général Giraud, le 17 avril 1942.

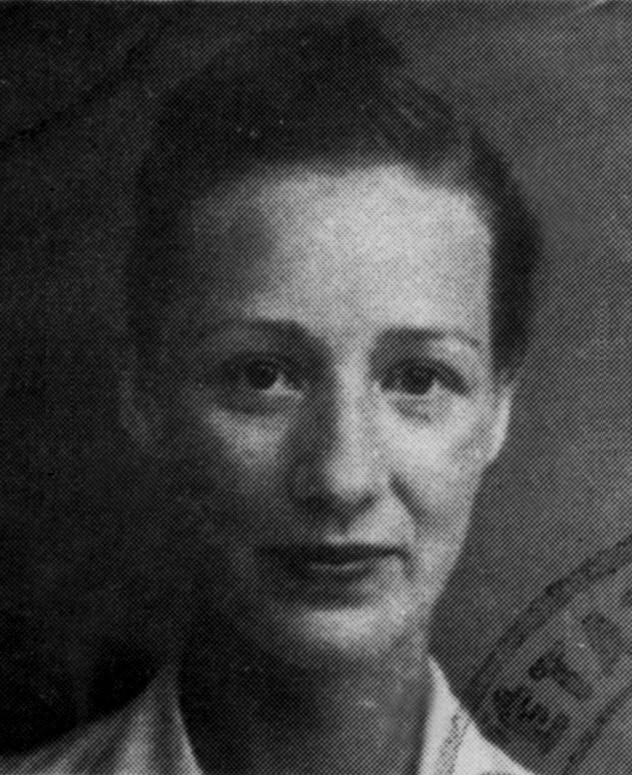
Marie-Madeleine Fourcade.

- L'Organisation civile et militaire (OCM) a une section féminine, présidée par Marie-Hélène Lefaucheux, qui est également membre du comité parisien de Libération. Elle deviendra députée puis sénatrice.
- Suzanne Hiltermann-Souloumiac joue un rôle décisif dans la fondation et le fonctionnement du mouvement Dutch-Paris.
- Germaine Tillion devient l'un des chefs de la filière d'évasion de Paul Hauet, dont elle prendra la suite. Après la guerre, elle est chargée de la liquidation administrative de la nébuleuse Hauet-Vildé, qu'elle baptise alors Groupe du musée de l'Homme.
- Marie-Odile Laroche, nom de guerre de Pauline Gabrielle Gaillard, veuve Barré de Saint-Venant, cheffe du réseau « Marie-Odile ».
- Claude Rodier, sergent des Mouvements Unis de Résistance (MUR) d'Auvergne.
- Suzanne Buisson, cofondatrice et l'une des dirigeantes du Comité d'action socialiste.
- Les résistantes républicaines espagnoles jouent un grand rôle, comme Neus Català. Elles s'illustrent notamment dans le sud de la France, comme Conchita Ramos dans la région de Toulouse et Frantxia Haltzuet, au Pays basque, toutes deux déportées dans les camps de concentrations nazis, comme leur camarade Mercedes Núñez Targa arrêtée par la Gestapo en Normandie[20], déportée à Ravensbrück.

### Rôle
« Faire de la Résistance féminine un vaste service d'aide, depuis l'agent de liaison jusqu'à l'infirmière, c'est se tromper d'une guerre. Les résistantes furent les joueuses d'un terrible jeu. Combattantes, non parce qu'elles maniaient des armes (elle l'ont fait parfois) ; mais parce qu'elles étaient des volontaires d'une atroce agonie. »

— André Malraux
Lorsque les femmes rejoignent les organisations militaires ou paramilitaires de la Résistance, peu d'entre elles reçoivent un accueil favorable. Selon l'historienne Paula Schwartz qui a étudié la politique des sexes sous le régime de Vichy, il y a eu peu de partisanes, c'est-à-dire de femmes ayant combattu les armes à la main. La plupart des femmes portant les armes sont enrôlées dans les maquis communistes et affiliés dans les Francs-tireurs et partisans car ils privilégient des formes de guerre moins conventionnelles comme le sabotage ou les embuscades. Bien qu'elles ne puissent les utiliser, elles sont souvent chargées de les transporter dans des caches sûres. Seules deux femmes sont connues pour avoir dirigé des maquis, l'une d'elles étant Georgette (Claude) Gérard. Parmi celles qui prennent part à la lutte armée, on peut noter Jeanne Bohec qui sillonne les routes de Bretagne pour apprendre aux maquisards le maniement des armes et des explosifs ainsi que les techniques de sabotage et de la guerre de partisans qu'elle a appris lors de ses mois passés à Londres auprès des Forces françaises libres. Certaines prennent quand même les armes, telles Germaine Lemaire, qui abat un sous-officier allemand le 17 juin 1940, jour où Philippe Pétain appelle à cesser le combat et annonce son intention de demander l'armistice, ou Madeleine Riffaud, membre des FTP, qui abat en plein jour de deux balles dans la tête un officier de l'armée d'occupation sur le pont de Solférino le 23 juillet 1944.
Les journaux ont une place importante dans la circulation de l'information pendant l'Occupation. Les journaux officiels allemands diffusent de fausses nouvelles que la presse clandestine s'empresse de démentir et les femmes jouent un rôle essentiel dans leur création et leur impression en tant que dactylographe mais aussi de rédactrice en cheffe et même de linotypistes. Elles sont également chargées de les faire circuler et de transporter les plombs servant aux châssis d'impression. Aux débuts de Combat, le journal se compose d'une douzaine de feuillets reproduits au papier carbone et distribué par Berty Albrecht. Lorsque le journal obtint une machine à polycopier, elle demande l'aide à Jacqueline Bernard pour dactylographier les numéros du journal. Par exemple, le Bulletin de presse de la France combattante est lui imprimé par deux femmes cachées dans une abbaye. Le journal du mouvement Défense de la France est imprimé sur des presses dont l'emplacement reste secret — une d'entre elles se trouve dans l'appartement parisien de Maryse Guthmann — tandis que sa diffusion est à la charge de Geneviève de Gaulle-Anthonioz, qui recrute une équipe de jeunes filles qui le plient, le mettent sous enveloppe et les distribuent dans les boîtes aux lettres dans Paris. La quantité de titres de journaux clandestins pendant l'Occupation est impossible à évaluer mais la Bibliothèque nationale de France possède plus de 1 000 titres différents, dont près d'une cinquantaine s'adressent spécifiquement aux femmes. Certains les appellent à se rebeller contre le rationnement des denrées alimentaires, leur donnent des conseils pratiques et, en janvier 1944, les Cahiers de Défense de la France militent pour le droit de vote des femmes en France. 
Dans les postes non-combattants tenus par les femmes se trouvent les rôles de messager ou agent de liaison, le téléphone n'étant pas sûr et le courrier censuré. Elles sont alors chargées de transmettre des informations sans éveiller les soupçons des Allemands pour qui une femme qui fait ses courses n'a rien de suspect. Leurs missions peuvent aussi les faire traverser de larges portions de la France voire devoir passer la ligne de démarcation. Le carburant étant rationné, elles utilisent majoritairement des vélos car ils leur permettent, à Paris, d'éviter le métro où les contrôles sont fréquents et, en province, de passer par des petits chemins de campagne. Par exemple, la docteure Geneviève Congy utilise son statut de médecin et ses visites en vélo à ses patients dans la région de Brie-Comte-Robert (Seine-et-Marne) pour délivrer des messages. Parmi les résistantes à vélo, on peut également noter Nancy Wake, une Australienne installée en France avant la guerre, qui couvre 300 km en 72 h ou encore Marie-Jo Chombart de Laüwe qui sillonne la Bretagne pour le compte de son groupe de résistants. Bien que ces tâches peuvent paraître faciles, les femmes qui les exécutent risquent leur vie et les règles de sécurité sont strictes. Les messagers devaient obligatoirement avoir un battement d'une heure minimum entre deux rendez-vous avant l'interdiction d'aller s'asseoir dans un café pour ne pas être repéré. Lorsqu'elles sont arrêtées, elles sont soumises aux pires tortures pour avouer, les autorités considérant qu'elles disposent d'informations importantes. 
La réputation d'élégance des Françaises joue également en leur faveur, certaines utilisant l'astuce de remettre leurs bas pour vérifier qu'elles ne sont pas suivies lors d'une mission. Même prises en flagrant délit, certaines passèrent entre les mailles du filet car considérées comme insoupçonnables. Ida Bourdet, par exemple, dupe les Allemands venus fouiller chez elle, les convainquant de revenir le lendemain continuer leurs investigations, ce qui lui permet de fuir pendant la nuit tandis que France Pejot évite d'être arrêtée en faisant du charme aux soldats venus l'arrêter. Dans le même genre d'idée, Clara Malraux, qui vit avec des faux papiers, a pour mission de frayer avec des soldats allemands pour tenter de découvrir les plus démotivés et tenter de les retourner à l'avantage des résistants. C'est une mission dangereuse où il lui faut réussir à différencier les vrais soldats démoralisés des agents de la Gestapo infiltrés. Les résistantes doivent également étaler leurs talents d'actrices pour accomplir leurs missions, que ça soit en jouant les fausses ingénues — comme Lucie Aubrac qui se fit passer pour la victime d'un séducteur — ou en simulant la folie — comme Berty Albrecht lors de son arrestation. 
Aux côtés des femmes membres de mouvements de lutte armée, il ne faut pas oublier tous les mouvements d'assistance, qui ont été délaissés des études alors que c'est le secteur où les postes de commandement sont occupés majoritairement par des femmes. Ces services sociaux se développent dans toute la France pendant l'Occupation. Certains comités se lancent dans l'aide aux réfractaires au Service du travail obligatoire (STO) tandis que d'autres se tournent vers l'aide aux prisonniers de guerre. Tolérés par Vichy, ils n'ont pourtant pas l'autorisation d'entrer légalement dans les prisons et les camps avant la Libération de la France. Pour contrer cette interdiction, les assistantes sociales affiliées à ces organisation se mettent en relation avec leurs collègues accréditées. Certaines obtiennent alors la possibilité d'entrer dans les prisons où elles leur transmettent des messages cachés dans leur linge propre ou dans des grilles de mots croisés usitées pour emballer les paquets et aident également à procurer des vêtements ou des faux papiers aux évadés. Elles sont également indispensables pour les résistants, dont beaucoup perdent leur moyen de subsistance en entrant dans la clandestinité et certaines de ces assistantes sociales, comme Madeleine Baudoin, sont chargées de se procurer des tickets de rationnement de toutes les manières possibles. Bien que leur rôle est vu comme accessoire, sa clandestinité et son illégalité les met en danger et elles risquent l'exécution. Après la guerre, Céline Lhotte insistera sur leur importance.
Dans le même esprit que les assistantes sociales, les femmes sont en première ligne en ce qui concerne l'aide à ceux qui tentent d'échapper aux autorités allemandes ou françaises et ce, dès 1940. Peu représentées dans l'historiographie, elles ont pourtant une place importante et dangereuse. Ce sont elles qui récupèrent les évadés mais aussi à tous ceux qui souhaitent continuer à combattre ou qui hébergent des réfugiés d'Alsace-Lorraine — au risque d'être fusillées pour trahison dans ce dernier cas —, puis, au fil des années, des réfractaires au STO ainsi que des aviateurs alliés. On trouve parmi ces lieux sûrs des couvents féminins, qui ouvrent leurs portes dès les premières semaines de l'Armistice, considérant que personne ne viendra chercher un fugitif masculin entre leurs murs, et qui servent de point d'entrée de filières d'évasion. La demande de logements sûrs s'accroissant avant les années[pas clair], le mouvement Combat crée en 1943 une sorte d'agence immobilière tenue par des femmes chargées de trouver des logements vides ou des familles prêtes à accueillir des clandestins chez eux. Ils fallait également trouver des vêtements aux clandestins — ce qui pouvait devenir compliqué pour les aviateurs alliés qui étaient plus grands que le Français moyen — mais aussi les occuper durant les longues semaines, voire mois, où ils sont coupés du monde extérieur. Héberger des clandestins engendre aussi de lourdes responsabilités financières, ces hommes n'ayant pas de cartes de rationnement même contrefaites. Claude Bourdet rend hommage à ces femmes dans ses mémoires : « On ne peut imaginer le repos et la détente que représente pour un clandestin la possibilité de se retrouver chaque soir dans un milieu fraternel, parmi des gens qui pensent la même chose que vous, qui vous approuvent, mais qui, pourtant, vivent normalement de la vie privée de toutes les familles de France : cette vie qui, pour un clandestin, n'est plus qu'un souvenir, quelque part au fond de sa mémoire. »
On peut aussi souligner le rôle singulier d'Anna Marly, bien qu'elle ne soit pas à proprement parler une résistante de l'intérieur. Elle composa, alors engagée comme cantinière au Quartier général des Forces françaises libres à Londres, la musique et le texte en russe du Chant des partisans en 1941. D'abord écrit en russe, les paroles sont traduites en français avec son neveu Maurice Druon. Cette chanson sert de générique à l'émission de la BBC Honneur et Patrie et devient un signe de ralliement de la Résistance intérieure sous sa version sifflée. L'année suivante, elle compose La Complainte du partisan.

### Résistance et vie privée
Bien que les règles soient faites pour décourager les attachements sentimentaux entre membres d'un groupe de résistants, de nombreux couples se sont formés pendant la guerre. Il est difficile de se faire une véritable idée du nombre de relations nouées durant cette période car c'est une époque où discrétion et pudeur sur le sujet sont de mise. Certains ont même des enfants tels Henri Frenay et Chilina Ciosi, qui font naître leur fils « de parents inconnus » et le confient à un orphelinat jusqu'à la fin de la guerre. Beaucoup se marient juste à la sortie de la guerre et forment pour certains des couples issus de religions ou de milieux sociaux différents.
D'innombrables combattants de l'ombre vivent toute la guerre en couple, et leur résistance serait impossible et invivable sans la présence de leur compagne à leur côté : Cécile et Henri Rol-Tanguy, Raymond et Lucie Aubrac, Gilberte et Pierre Brossolette, Paulette et Maurice Kriegel-Valrimont, Henri Frenay et Berty Albrecht, Reine Joly et Robert Guédon, Hélène et Philippe Viannay, Marie-Hélène Lefaucheux et Pierre Lefaucheux, Cletta et Daniel Mayer, Antoinette Feuerwerker et David Feuerwerker, Pierre et Annie Hervé, Louise et Raymond Losserand, Lise et Artur London etc. forment des couples indissociables.
Certaines résistantes lesbiennes mènent le combat en couple, comme Andrée Jacob et Éveline Garnier, Claude Cahun et Suzanne Malherbe ou encore Marie-Thérèse Auffray et Noëlle Guillou, et quelquefois subissent ensemble la déportation comme Suzanne Leclézio et Yvonne Ziegler.

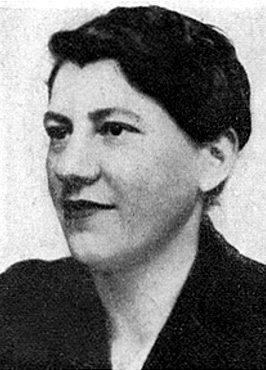
Hélène Solomon-Langevin en 1945. Gravement handicapée à sa sortie de camp, elle ne put que très difficilement reprendre une vie normale.

Nombreuses sont les résistantes qui se marient et qui ont des enfants en pleine clandestinité, sans interrompre pour autant leur combat. Certaines sauvent la vie de leur mari (Lucie Aubrac, Marie-Hélène Lefaucheux, Annie Hervé). D'autres feront de la politique après la guerre, comme Gilberte Brossolette qui sera élue sénatrice socialiste et deviendra la première femme vice-présidente du Sénat. D'autres partagent leur sort jusqu'à la torture, à la déportation et à la mort. Le convoi du 24 janvier 1943 emporte à Auschwitz des prisonnières politiques et des otages (non-juives et en majorité communistes fichées avant-guerre), parmi lesquelles de nombreuses veuves de fusillés, ainsi Maï Politzer, épouse de Georges Politzer, ou encore Hélène Solomon-Langevin, fille de Paul Langevin et femme du physicien Jacques Solomon.

### Répression

#### Contexte
L'article 10 de la convention d'armistice du 22 juin 1940 disait : « Art. 10. — Le gouvernement français s’engage à n’entreprendre à l’avenir aucune action hostile contre le Reich allemand avec aucune partie des forces armées qui lui restent ni d’aucune autre manière. Le gouvernement français empêchera également les membres des forces armées françaises de quitter le territoire français et veillera à ce que ni des armes ni des équipements quelconques, ni navires, avions, etc., ne soient transférés en Angleterre ou à l’étranger. Le gouvernement français interdira aux ressortissants français de combattre contre l’Allemagne au service d’États avec lesquels l’Allemagne se trouve encore en guerre. Les ressortissants français qui ne se conformeraient pas à cette prescription seront traités par les troupes allemandes comme francs-tireurs. ». Se fondant sur cet article, le gouvernement du Reich considéraient que les résistants issus de pays ayant signé un armistice n'étaient pas couvert par les conférences de La Haye de 1899 et 1907 sur la protection de tous les belligérants portant les armes.
Dans cette optique, le 7 décembre 1941, Heinrich Himmler fait parvenir à la Gestapo un nouveau décret intitulé Nuit et brouillard (Nacht und Nebel) qu'il décrit en ces mots :

« Après mûre réflexion, la volonté du Führer est de modifier les mesures à l'encontre de ceux qui se sont rendus coupables de délits contre le Reich ou contre les forces allemandes dans les zones occupées. Notre Führer est d'avis qu'une condamnation au pénitencier ou aux travaux forcés à vie envoie un message de faiblesse. La seule force de dissuasion possible est soit la peine de mort, soit une mesure qui laissera la famille et le reste de la population dans l'incertitude quant au sort réservé au criminel. La déportation vers l'Allemagne remplira cette fonction »

Le maréchal Keitel envoie une lettre plus explicite : 

« A. Les prisonniers disparaîtront sans laisser de trace
B. Aucune information ne sera donnée sur leur lieu de détention ou sur leur sort »

Au fil des mois, cette pratique est utilisée pour les Français soupçonnés d'espionnage, de trahison, d'aide aux ennemis du Reich ou de possession illégale d'armes, tous passibles de la peine de mort.

#### La déportation
« Ce que nous n'avions pas prévu, ce qu'aucun résistant n'avait prévu, c'est jusqu'où notre engagement allait nous entraîner. On savait, bien sûr, qu'on pouvait être arrêté, torturé. Et ça n'était pas du tout une perspective réjouissante parce qu'on ne sait jamais si on résistera à la torture. […] Et puis, nous avons envisagé la mort. La mort, ça fait partie du destin d'un soldat. Nous étions des soldats. »

— Geneviève de Gaulle-Anthonioz
Pour les Allemands, chacun est responsable des agissements de ses proches et alors que les hommes risquent l'exécution, les femmes, elles, risquent la déportation. Comme leurs homologues masculins, elles risquent la prison, la torture — elles sont interrogées avec la même brutalité que les hommes —, la déportation vers les camps de concentration voire la mort.
Lorsqu'elles sont condamnées à mort, elles doivent être exécutées avec une guillotine mais une grande partie des peines féminines sont commuées en travaux forcés. La première condamnée à mort en septembre 1940, Blanche Paugam, voit sa peine commuée en travaux forcés à perpétuité et est envoyée dans plusieurs prisons allemandes, dont Lübeck et Cottbus, avant d'être déportée à Ravensbrück puis Bergen-Belsen, où elle meurt d'épuisement.
En effet, les résistantes et les femmes politiques font l'objet de mesures d'internement (en France) et de déportation (vers l'Allemagne ou la Pologne), dans des prisons, des bagnes ou des camps de concentration. Les prisons françaises et allemandes (Cologne, Sarrebruck, Deux-Ponts, Neuenkirchen, Saint-Wendel, etc.) reçoivent nombre de résistantes et de femmes politiques en détention préventive (Schutzhaft). En Allemagne, les déportées sous statut Nacht und Nebel (NN) sont gardées au secret, sans courrier ni colis, les demandes des familles et les investigations de la Croix-Rouge sont vaines. Les prévenues contre qui ont été réunies des preuves suffisantes sont jugées par des tribunaux d'exception, Sondergerichte ou Volksgerichtshof.
Les condamnées à mort dont l'exécution a été suspendue et les condamnées aux travaux forcés sont détenues dans des bagnes pour femmes (Frauenzuchthaus), tels Lubeck, Jauer, Anrath, Aichach ou Cottbus, en compagnie de prisonnières allemandes de droit commun. Quand le régime NN tombe en désuétude, les condamnées et les prévenues sont mises au camp où elles rejoignent les camarades qui avaient purgé leur peine de prison. En particulier, Ravensbrück compte un effectif entretenu d'environ 5 000 Françaises, dont, d'après Germaine Tillion, un tiers de résistantes. D'autres sont transférées dans des camps annexes, des kommandos d'usines, des camps de travail où les conditions sont les mêmes. Trois trains de déportées ont été envoyés directement de Compiègne à Ravensbrück. De plus, quand le Sipo-SD vide les prisons françaises, à la mi-1944, les internées (politiques, résistantes, otages, droit-commun) sont déportées vers les camps de concentration.

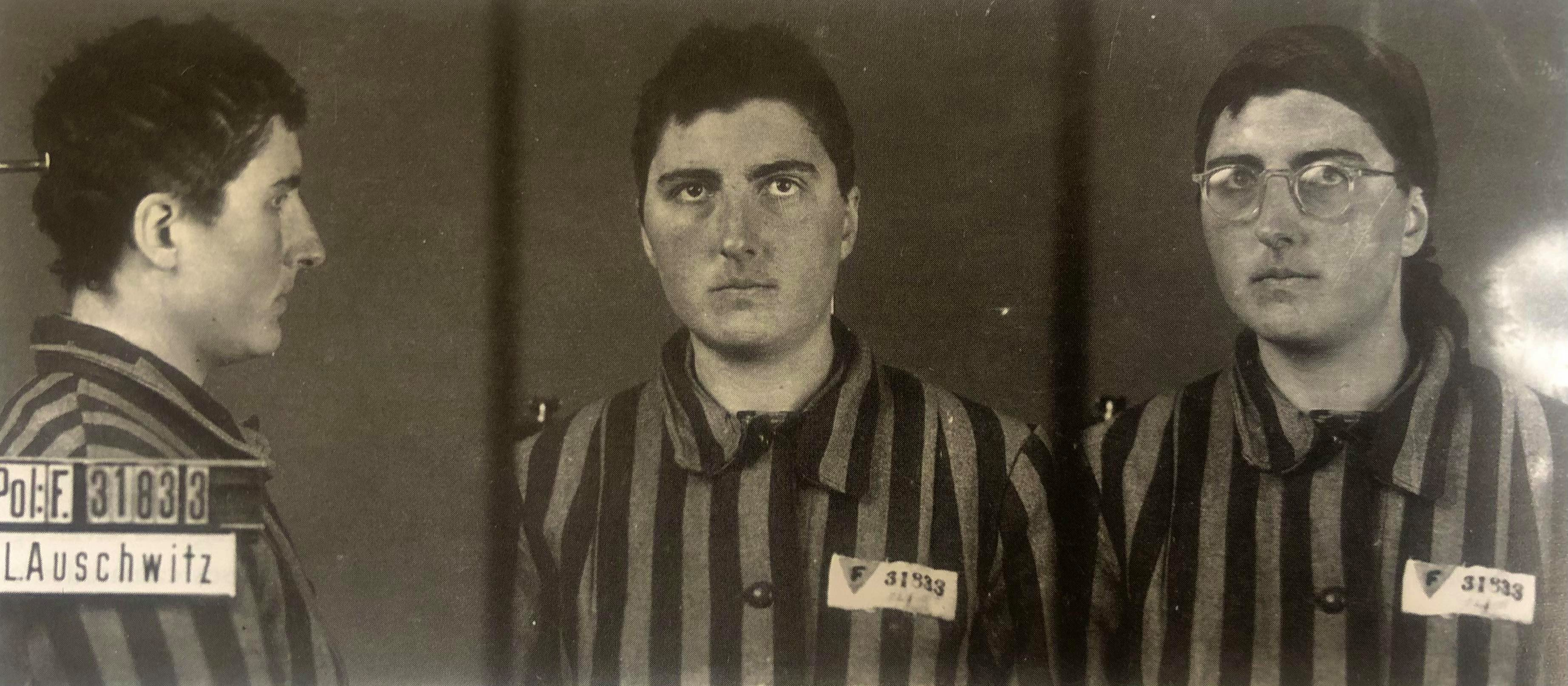
Photographies anthropométriques de Laure Gatet prises lors de son arrivée à Auschwitz avec le convoi des 31000.

L'un des exemples marquants et inédits de la répression des résistantes est le convoi des 31000, parti le 24 janvier 1944 de Compiègne avec à son bord 230 femmes — parmi lesquelles Charlotte Delbo, Danielle Casanova ou encore Adélaïde Hautval — à destination d'Auschwitz. Il est le seul convoi composé de membre de la résistance à être envoyé dans ce camp, les autres étant généralement envoyé à Ravensbrück. Arrivée le 27 janvier, elles sont traitées comme toutes les autres prisonnières jusqu'au début de l'été, lorsque leurs familles commencent à s'inquiéter pour elles. En effet, leurs proches envoient des lettres à la Croix-Rouge française et au gouvernement pour demander des nouvelles après que les premiers avis de décès soient arrivés en France. C'est à cette période que l'époux de Marie-Thérèse Fleury envoie le télégramme reçu de l'infirmerie d'Auschwitz annonçant le décès de sa femme à la Résistance française à Londres, qui sera diffusé lors d'une émission de Radio Londres. Peu après, elles sont mises en quarantaine, où elle restent jusqu'à leur départ vers Ravensbrück en janvier et août 1944. Là, elles sont classées Nuit et brouillard et ne peuvent ni envoyer de lettres, ni participer aux kommandos extérieurs. Mises dans le Block 32, elles retrouvent d'autres résistantes française dont Geneviève de Gaulle-Anthonioz, Germaine Tillion et Anise Postel-Vinay. 49 d'entre elles survivront à la déportation.
Ces femmes rentrent souvent de la déportation marquées et rencontrent l'incompréhension de leurs pairs qui veulent oublier la guerre et reconstruire le pays. Beaucoup développent un « syndrome du survivant », ne comprenant pas pourquoi elles ont survécu et pas leurs compagnes. De plus, dans l'après-guerre, le public voulait entendre des récits d'héroïsme et n'était, semble-t-il, pas intéressé par les aspects moins séduisants des temps de guerre. Par exemple, Hélène Renal refusera de parler de son expérience pendant quinze ans avant que ses camarades arrivent à la convaincre d'écrire. D'autres commenceront dès la fin du conflit à s'intéresser à leur histoire, comme Germaine Tillion qui se penche sur l'histoire des femmes à Ravensbrück ou Marie-Claude Vaillant-Couturier, qui témoigne en 1946 au procès de Nuremberg,. Physiquement, les déportées reviennent diminuées, certaines doivent faire des séjours en sanatorium pour reprendre des forces. Éligibles à des pensions d'invalidité, les leurs sont moins élevées car beaucoup ne peuvent prouver avoir appartenu à des mouvements — les documents ayant été détruits et/ou les membres étant tous morts en déportation.

## Mémoire

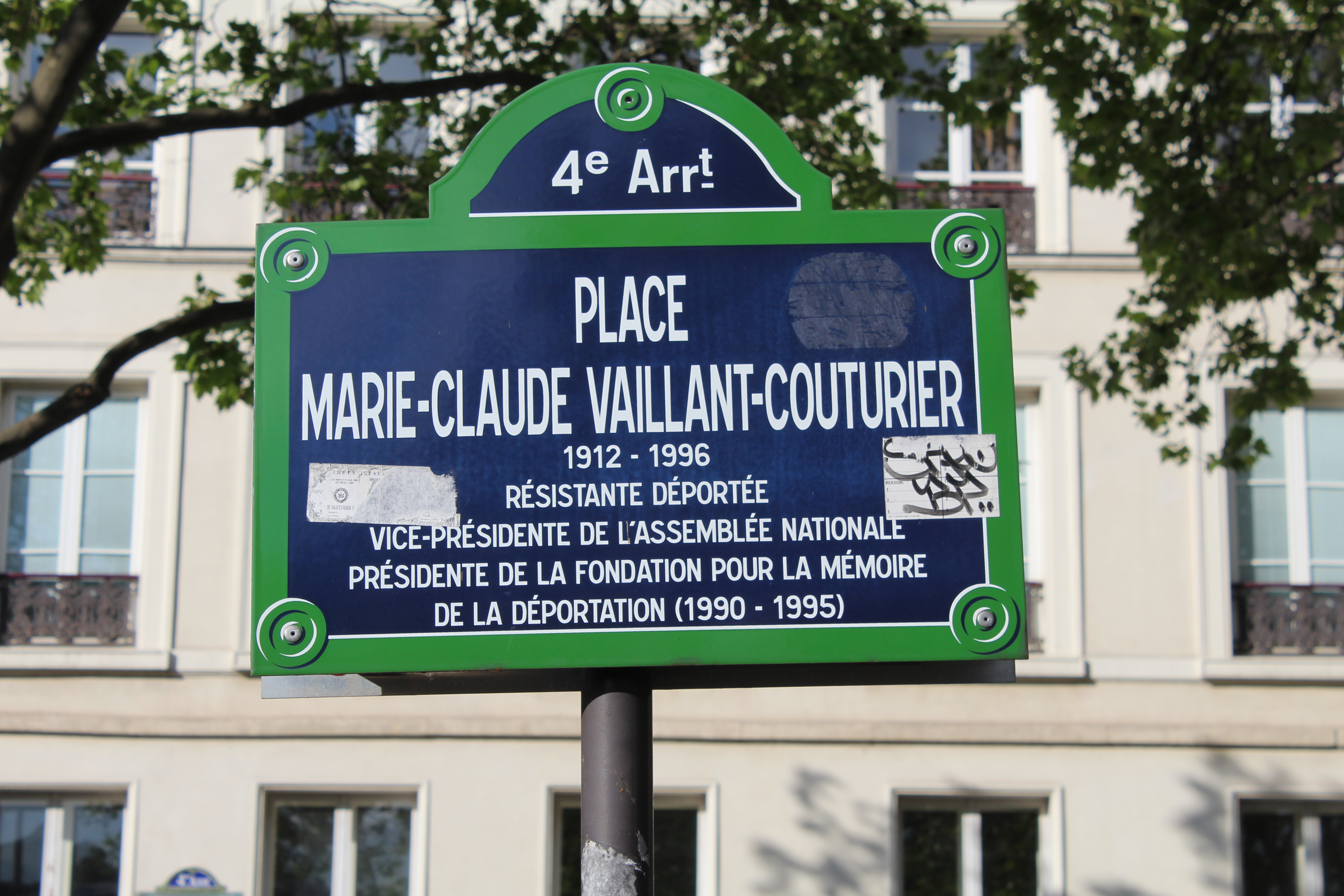
Plaque de la place Marie-Claude Vaillant-Couturier (Paris).

À la fin de la guerre, elles n'obtiennent aucune fonction officielle : aucune femme ne fait partie des présidents des conseils régionaux ou départementaux de libération ou des Forces françaises de l'intérieur.

### Historiographie
Bien qu'elles représentent près de 15 % des effectifs, dans les manuels d'histoire actuels, les femmes résistantes ne représentent en moyenne que 2 à 3 % des noms cités. Seule l'historiographie communiste évoque leur rôle dans le mouvement national mais seulement pour s'asseoir une certaine légitimité politique à la fin de la guerre. Pourtant, dès la libération de Ravensbrück, Germaine Tillion entreprend, « à chaud », un travail d'historienne méthodiquement poursuivi pendant plusieurs années, avec l'aide de plusieurs compagnes de résistance et de déportation. Il est à noter qu'à la fin de la guerre, les résistantes n'exigent pas la reconnaissance de leur contribution, au contraire de leurs homologues masculins. Elles mettront du temps à reconnaître que leurs contributions furent aussi importantes même si certaines ont repris leur vie sans jamais parler de leurs contributions.
Dans les années 1970, les études historiques connaissent un tournant avec le courant de la « nouvelle histoire », qui s'intéresse aux minorités et aux laissés-pour-compte de l'Histoire. Les mouvements féministes de cette décennie permettent également aux femmes de se rendre compte de l'importance de leurs activités. En 1975, année internationale de la femme, l'Union des femmes françaises organise le premier colloque sur leur place dans l'histoire de la Résistance ; il a lieu en 1975 à la Sorbonne,.

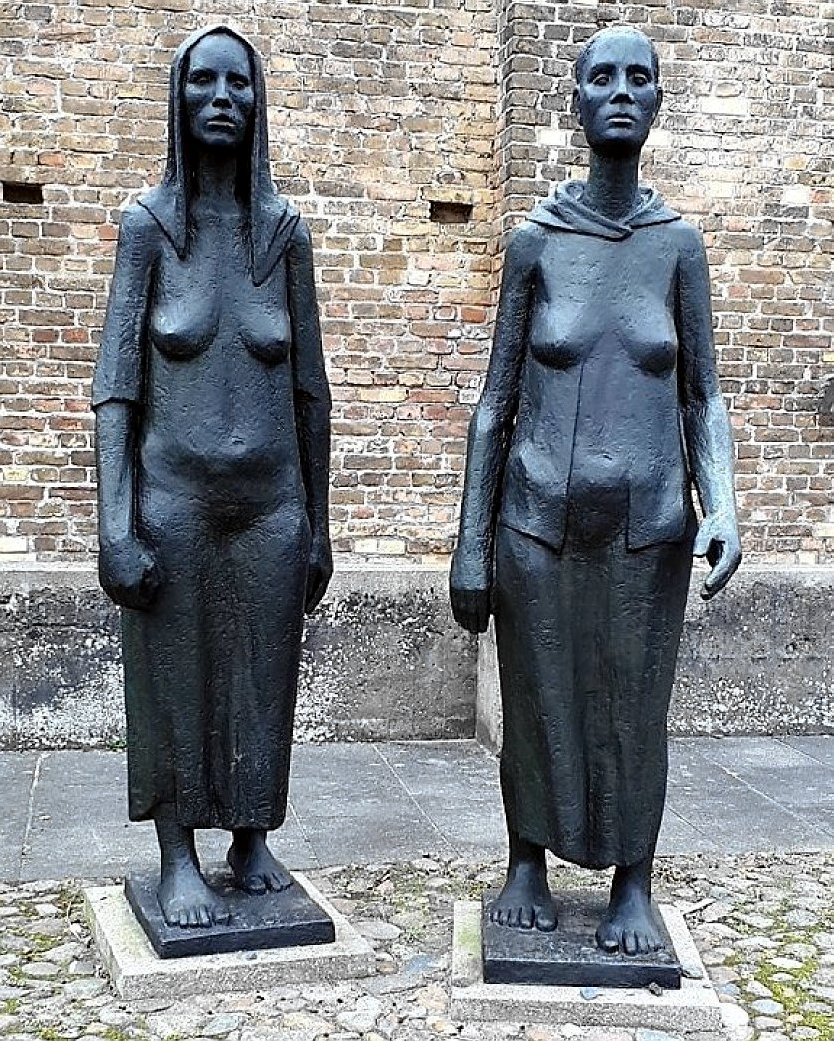
Monument Zwei Stehende (Deux mères debout) à Ravensbrück.

Les années 1980 voient un grand nombre de témoignages être publiés, dont certains mettent déjà en avant le fait que les femmes ont vécu la Résistance différemment de par de leur sexe, comme Lucie Aubrac dans Ils partiront dans l'ivresse. En effet, elle structure son récit au travers de ses neuf mois de grossesse — durant lesquels elle fera évader son époux Raymond de la prison Montluc à Lyon —, montrant comment les stéréotypes féminins et son statut de femme enceinte lui permet de duper aussi bien les autorités françaises que la Gestapo. Certains de leurs témoignages offrent des informations sur des détails ou des incidents demeurés inconnus. Dans le même temps, les débuts de la littérature sur les femmes résistantes se caractérise en partie par la mise en avant d'un palmarès de femmes, dont Marie-Madeleine Fourcade, Berty Albrecht et Danielle Casanova sont considérées comme exemplaires, de par leurs similitudes aux hommes par leurs statuts de dirigeantes ou de combattantes armées. En effet, la nature des contributions des femmes aux mouvements de Résistance est souvent éloignée des opérations de nature militaire sur lesquels les historiens mettent l'accent.
À la fin des années 1990, les résistantes témoignent dans un effort pour contrer le négationnisme des camps de concentration et des chambres à gaz, ce qui explique pourquoi leurs textes se concentrent plus sur leurs expériences de la déportation que sur les raisons qui ont entraîné leur arrestation.

### Dans la culture populaire
Au sortir de la guerre, les films sur la Résistance française donnent une image exclusivement masculine du mouvement, comme dans La Bataille du rail de René Clément (1946), Patrie de Louis Daquin (1946), Les Démons de l'aube d'Yves Allégret (1946) ou encore Un ami viendra ce soir de Raymond Bernard (1946).

### Au cinéma
- Anna Neagle interprète Odette Sansom dans Odette, agent S 23 de Herbert Wilcox en 1950[82].
- Maya Wodecka interprète Olga Bancic et Malka Ribowska, Mélinée Manouchian dans L'Affiche rouge de Frank Cassenti en 1976[83].
- Carole Bouquet interprète le rôle de Lucie Aubrac dans le film éponyme de Claude Berri en 1997[84].
- Le film Les Femmes de l'ombre, en 2008, s'intéresse aux femmes françaises recrutées par les services britanniques.
- Virginie Ledoyen et Olga Legrand interprètent respectivement Mélinée Manouchian et Olga Bancic dans L'Armée du crime de Robert Guédiguian en 2009[85].
- Cate Blanchett interprète Rose Valland dans Monuments Men de George Clooney en 2014[86].

#### À la télévision
- Géraldine Martineau interprète Laure Diebold et Lou de Laâge, Suzanne Olivier dans Alias Caracalla, au cœur de la Résistance de Alain Tasma en 2013[87].
- Aurora Marion interprète Noor Inayat Khan dans l'épisode La Chute des espions : partie 2 de la saison 12 de Doctor Who[88].
- Maia Wechsler réalise le documentaire Sœurs en Résistance, sorti en 2002.
- Pierre Hurel réalise le documentaire Résistantes, sorti en 2015.

#### Dans la littérature
Un des romans sur la Seconde Guerre mondiale ayant eu le plus de succès, est La Bicyclette bleue (1981) de Régine Deforges qui suivant la jeune Léa Delmas qui sillonne le Midi de la France à vélo pour la Résistance.
Femmes en résistance est une série de bandes dessinées.

## Hommages
Des timbres-poste ont été créés à l'effigie de certaines résistantes comme Berty Albrecht, Lucie Aubrac,, Danielle Casanova, Geneviève de Gaulle-Anthonioz Laure Diebold, Yvonne Le Roux, Renée Lévy Simone Michel-Lévy, Germaine Ribière, Élise Rivet et Rose Valland.
Après la guerre, de nombreuses militantes ont reçu la croix du combattant volontaire de la Résistance ou la médaille de la résistance (dont 350 avec rosette sur un total de 4 580 personnes), mais aussi des distinctions (médaille militaire, croix de guerre, légion d'honneur) en général attribuées à des hommes. Cependant, six femmes seulement (sur 1 038 titulaires) ont été faites Compagnons de la Libération : Berty Albrecht, Laure Diebold, Marie Hackin, Simone Michel-Levy, Émilienne Moreau-Évrard et Marcelle Henry.

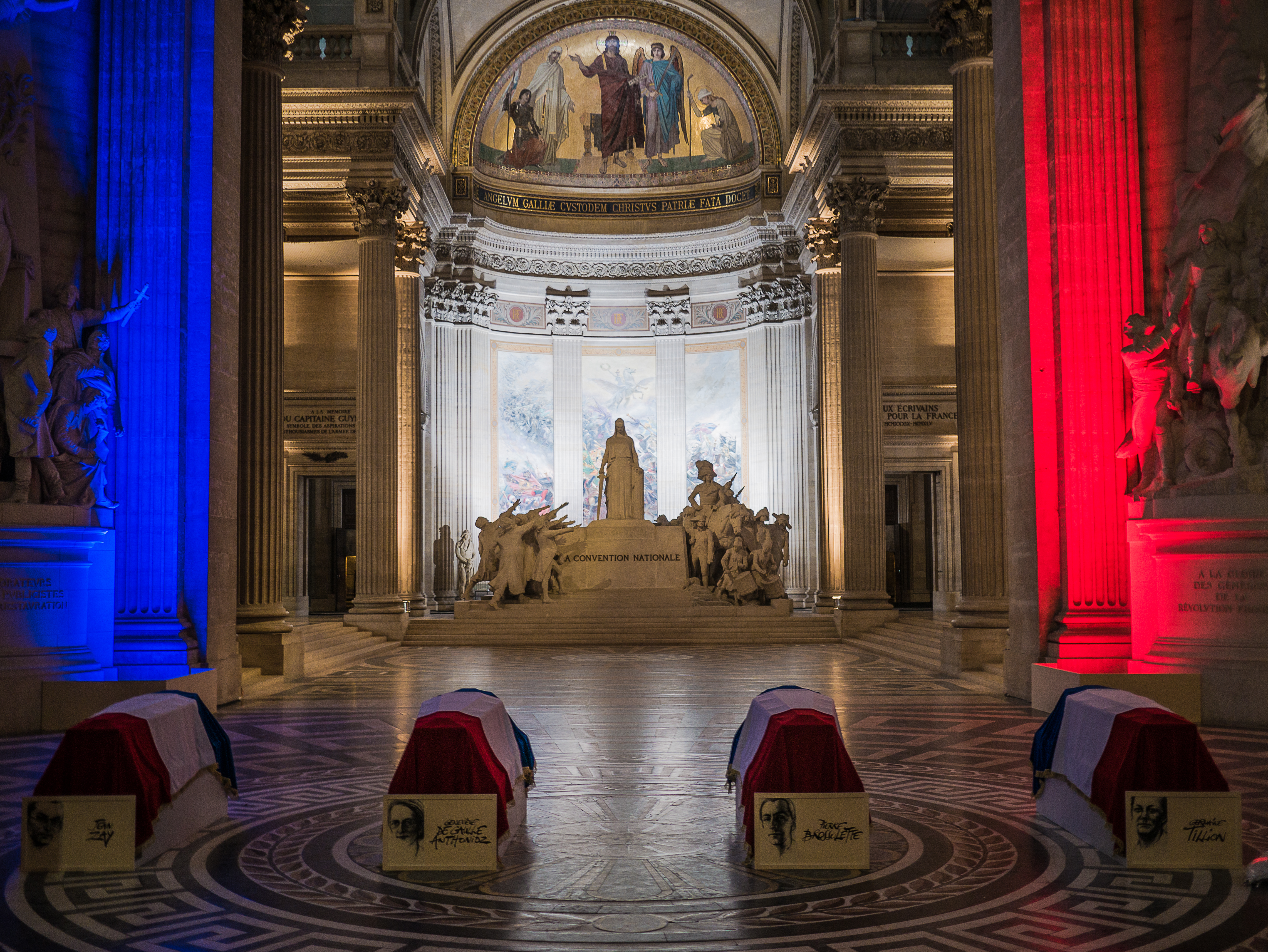
Cérémonie de panthéonisation de Geneviève de Gaulle-Anthonioz, Germaine Tillion, Jean Zay et Pierre Brossolette.

En 2015, le président François Hollande décide de la panthéonisation de Germaine Tillion et Geneviève de Gaulle-Anthonioz aux côtés de Pierre Brossolette et Jean Zay.

### Nomenclature
À Paris, des voies ont été baptisées en mémoire de chaque femme résistante compagnon de la Libération : l'avenue Bertie-Albrecht (8e arrondissement) en 1944, la rue Joseph-et-Marie-Hackin (16e arrondissement) en 1961, la place Simone-Michel-Lévy (7e arrondissement) en 2006, la terrasse Émilienne-Moreau-Évrard (10e arrondissement) et la rue Laure-Diebold (8e arrondissement) en 2013 et la place et la passerelle Marcelle-Henry (17e arrondissement) en 2017.  
D'autres grandes résistantes ont leur nom dans la nomenclature officielle parisienne : la rue Danielle-Casanova (2e), les places Geneviève-de-Gaulle-Anthonioz et Marie-Madeleine-Fourcade (15e), l'allée Neus-Català (11e et 20e), la promenade Germaine-Sablon (13e), les promenades Thérèse-Pierre, Gilberte-Brossolette et Rosemonde-Pujol (17e), ou encore des espaces verts en leur mémoire, comme les allées Andrée-Jacob, Éveline-Garnier (2e) et Denise-Vernay (6e), les jardins Tereska-Torrès-Lévin (8e) et Marie-Thérèse-Auffray (14e) ou le square Olga-Bancic (11e).  
À Toulouse, une place du quartier de la Reynerie porte le nom de Conchita Ramos, résistante et déportée, chevalier de la Légion d'honneur, commandeur de l'ordre national du Mérite, croix de guerre 1939-1945 et titulaire de la médaille de la Résistance.

## Monuments
Le mémorial de Valençay (Indre) porte le nom de 13 agentes du SOE (Section F) mortes au pouvoir de l'ennemi. Celui de Ramatuelle (Var) porte le nom de 26 agentes des services spéciaux français mortes aux mains de l'ennemi.
Après la guerre, le gouvernement décide d'ériger un mémorial de la France combattante à ceux qui sont morts au combat et d'y inhumer quinze héros de la guerre dont un homme et une femme morts au combat dans la Résistance. Le 29 octobre 1945, les noms de Berty Albrecht et Renée Lévy sont tirés au sort. La cérémonie d'inhumation a lieu le 11 novembre 1945.

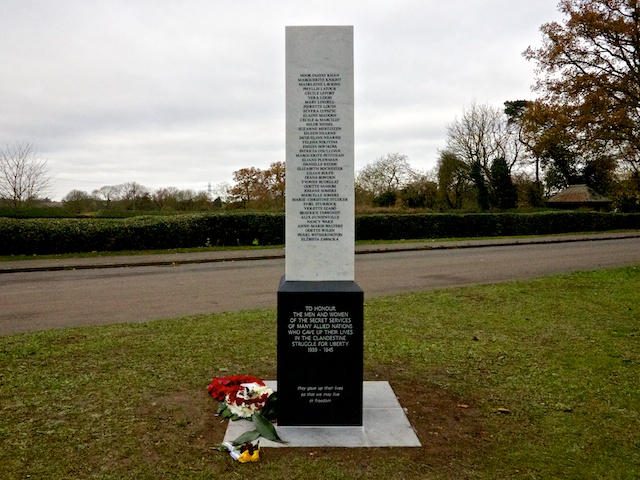
Mémorial aux femmes membres du Special Operations Executive situé à Tempsford en Angleterre.

Le 3 décembre 2013, le prince Charles de Galles inaugure à Tempsford, près de Cambridge, sur le lieu du terrain d'aviation d’où elles décollaient pour la France ou l'Afrique du Nord, un monument aux espionnes envoyées d'Angleterre (travaillant alors pour le SOE). Au total, 75 femmes en sont parties (notamment Violette Szabo, Noor Inayat Khan et Eileen Nearne), dont 22 sont mortes en mission. Les femmes ont souvent joué un rôle décisif dans la Résistance, notamment comme courriers ou opératrices radio. Charles de Gaulle, qui pour sa part voulait montrer que la Résistance n'était pas organisée de l'étranger, désapprouvait le SOE, ce qui explique encore sa faible notoriété en France. Lors de l'inauguration du monument, la France n'était représentée que par un employé de l'ambassade de France au Royaume-Uni.

## L'ADIR
L'Association nationale des anciennes déportées et internées de la Résistance (ADIR) tente, après la guerre, de fédérer les femmes résistantes et les prisonnières politiques qui ont survécu aux prisons et aux camps. Leur première préoccupation est l'aide aux enfants des résistants morts dans les camps.

## Femmes titulaires de la médaille de la Résistance
65 148 personnes sont titulaires de la médaille de la Résistance, avec ou sans rosette, dont 5 640 femmes (8,7 %). Parmi ces personnes, 4 586 sont titulaires de la rosette dont 349 femmes (7,6 %), quasiment toutes au titre de la résistance intérieure.

#### Histoire
- Ania Francos, Il était des femmes dans la Résistance, Paris, Éditions J'ai lu, coll. « J'ai lu » (no 1836), 1985, 404 p. (ISBN 978-2-277-21836-4).
- Claire Andrieu, « Les résistantes, perspectives de recherche », dans Antoine Prost (dir.), La Résistance, une histoire sociale, Paris, Les Éditions de l'atelier, coll. « Mouvement social », 1997, 250 p..
- Margaret Collins Weitz (préf. Lucie Aubrac), Les combattantes de l'ombre : Histoire des femmes dans la Résistance, Paris, Albin Michel, 1996, 361 p. (ISBN 9782226088895). .
- Marie-Louise Coudert et Marie-Claude Vaillant-Couturier (avant-propos) (Contient un choix de témoignages), Elles, la résistance, Paris, Messidor/Temps Actuels, 1983, 189 p. (ISBN 978-2-209-05542-5).
- Charlotte Delbo, Le Convoi du 24 janvier, Paris, Éditions de Minuit, coll. « Grands documents », 1978, 303 p. (ISBN 978-2-707-31638-7).
- Hanna Diamond, Women and the Second World War in France, 1939-1948 : Choices and Constraints, Routledge, 1999.
- Laurent Douzou, La désobéissance : histoire d'un mouvement et d'un journal clandestins, Libération-Sud, 1940-1944, Paris, O. Jacob, 1995, 480 p. (ISBN 978-2-738-10293-5).
- Hélène Eck, « Les Françaises sous Vichy », dans Georges Duby et Michelle Perrot, Histoire des femmes : Le XXe siècle, t. 5, Plon, 1992, 185-211 p..
- Mechtild Gilzmer (dir.), Christine Levisse-Touzé (dir.) et Stefan Martens (dir.), Les femmes dans la Résistance en France : actes du colloque international de Berlin, 8-10 octobre 2001, Paris, Le Grand livre du mois, 2003, 430 p. (ISBN 978-2-702-88117-0).
- Christiane Goldenstedt, « Les femmes dans la Résistance », dans Annette Kuhn, Valentine Rothe, Frauen in Geschichte und Gesellschaft, Herbolzheim, 2006 (ISBN 3-8255-0649-5).
- Christiane Goldenstedt, « Motivations et acticités des Résistantes. Comparaison France du Nord-France du Sud », dans Robert Vandenbussche (éd.), Femmes et résistance en Belgique et en zone interdite (1940-1944), Institut de recherches historiques du Septentrion, Université Charles-de-Gaulle-Lille 3, 2006, 199-217 p. (ISBN 9782905637536).
- (de) Florence Hervé, Wir fühlten uns frei, Essen, Deutsche und französische Frauen im Widerstand, 1997 (ISBN 978-3884745366).
- (de) Florence Hervé (éd.), Mit Mut und List. Europäische Frauen im Widerstand gegen Faschismus und Krieg, Cologne, PapyRossa Verlag, 2020 (ISBN 978-3-89438-724-2).
- Catherine Lacour-Astol, Le Genre de la Résistance. La Résistance féminine dans le Nord de la France, Paris, Presses de la FNSP, 2015, 389 p.
- Sylvie Lalario, Retour en France et réadaptation des femmes juives déportées : Mémoire de maîtrise d'histoire, Université Paris 7-Denis Diderot, 1993.
- Jean-Paul Lefebvre-Filleau, Femmes de la Résistance 1940-1945, éditions du Rocher, 2020.
- Dominique Missika, Résistantes, 1940-1944, Gallimard, 2021, 272 p. (ISBN 978-2-07-294029-3). .
- Éric Monnier et Brigitte Exchaquet-Monnier, Retour à la vie : l'accueil en Suisse romande d'anciennes déportées françaises de la Résistance, 1945-1947, Neuchâtel (Suisse), Alphil, 2013.
- Évelyne Morin-Rotureau (dir.), 1939-1945 : combats de femmes. Françaises et Allemandes, les oubliées de la guerre, Paris, coll. « Mémoires », 2001 (ISBN 9782746701434).
- Antoine Porcu, Héroïques, Femmes résistantes, t. I et II, Lille, Éditions Geai Bleu, 2007.
- Anne Sebba, Les Parisiennes. Leur vie, leurs amours, leurs combats 1939-1949, La Librairie Vuibert, 2018, 448 p..
- Paula Schwartz, « Résistance et différence des sexes », Clio, Histoire, Femmes et Sociétés, no 1,‎ 1995.
- Françoise Thébaud (dir.), « Résistances et Libérations (France 1940-1945) », CLIO, Histoire Femmes et Sociétés, no 1,‎ 1995.
- Laurence Thibault (dir.), Les femmes et la Résistance, Paris, La documentation française, 2006 (ISBN 2-11-006092-1).
- Vladimir Trouplin, Dans l’honneur et par la victoire, les femmes compagnons de la Libération, Tallandier, 2009.
- Dominique Veillon, « Les Femmes dans la Résistance intérieure », dans François Marcot (dir.), Dictionnaire historique de la Résistance, Paris, Robert Laffont, 2006 (ISBN 2-221-09997-4), p. 884-885.
- Robert Vandenbussche (éd.), Femmes et résistance en Belgique et en zone interdite (1940-1944), Institut de recherches historiques du Septentrion, Université Charles-de-Gaulle-Lille 3, 2006 (ISBN 9782905637536).

#### Témoignages et monographies
- Christiane Audibert-Boulloche, Françoise de Boissieu et Françoise Dupont, Femmes dans la guerre, Paris, Le Félin, 2004 (ISBN 2-86645-558-4).
- Mireille Albrecht, Berty : La grande figure féminine de la Résistance, Paris, Robert Laffont, 1986 (ISBN 9782221044087).
- Jeanne Bohec, La plastiqueuse à bicyclette, Mercure de France, 1975.
- Anne-Marie Boumier, Notre guerre, 1939-1945, manuscrit, Musée de la Résistance et de la Déportation de Besançon.
- Marie-Jo Chombart de Lauwe, Toute une vie de résistance, Paris, Éditions Graphein FNDIRP, 1998 (ISBN 2-910764-13-3).
- Mme Pearl Cornioley et Hervé Larroque, Pauline. L'histoire vraie de Pearl Witherington, agent du SOE, parachutée en France en 1943.
- Charlotte Delbo, Le Convoi du 24 janvier, Paris, Les Éditions de Minuit, 1965
- Laurent Douzou, Lucie Aubrac, Paris, Perrin, 2009 (ISBN 978-2-262-02746-9).
- Brigitte Friang, Regarde-toi qui meurs, Paris, Robert Laffont, coll. « Vécu », 1970, 450 p. (ISBN 2-86645-289-5)
- Clarisse Feletin, Hélène Viannay : L'instinct de résistance de l'Occupation à l'école des Glénans, Paris, Éditions Pascal, 2006 (ISBN 2-35019-000-5).
- Marie-Madeleine Fourcade, L'Arche de Noé, Paris, éditions Fayard, coll. « Le Livre de Poche », 1968. .
- Geneviève de Gaulle-Anthonioz, La traversée de la nuit, Paris, Éditions du Seuil, 1998 (ISBN 2-02-036374-7).
- Boris Holban, Hélène Studler : La passeuse de liberté, Gérard Klopp.
- Eric Monnier et Brigitte Exchaquet-Monnier, Noëlla Rouget : La déportée qui a fait gracier son bourreau, Paris, Tallandier, coll. « Libre à elles », 2020 (ISBN 979-1-021-04482-1).
- Caroline Moorehead, Un train en hiver : Le train des femmes pour Auschwitz, Paris, Pocket, 2017 (ISBN 978-2-266-25872-2)
- Yvonne Pagniez, Évasion 44, Flammarion, 1949 ; Grand prix du roman de l'Académie française.
- Sylvie Pouliquen, Femmes de l'ombre en Touraine, Monts, PBCB, 2015.
- Monika Siedentopf, Parachutées en terre ennemie, Perrin, 2008.
- Annick Studler, Sœur Hélène Studler Notre-Dame des prisonniers, St Brieuc, imprimerie Desalles, 2009.
- Rita Thalmann, Tout commença à Nuremberg, Paris, Berg International éditeurs, 2004 (ISBN 2-911289-64-1).
- Germaine Tillion, Ravensbrück, Le Seuil, 1946 ; rééd. augm. 1972 et 1988.

### Exposition
- « Résistantes ! France, 1940-1944 », musée de l'ordre de la Libération (Paris), 2024[111].